# 알-아스파르호
알 아스파르 호수(아랍어: بحيرة الأصفر, Buḥayrat al-Aṣfar, "황색 호수"라는 뜻)는 동부 사우디아라비아의 알아흐사 주 움란 시 동쪽에 위치한 호수이다. 약 20.8 제곱킬로미터(20,800,000 m²)의 면적을 차지한다.
호수는 사구로 둘러싸여 있어 접근하기 다소 어렵다. 알 아스파르 호수는 이 지역에서 가장 중요한 습지 얕은 호수 중 하나이다. 이 호수는 알하사의 역사적인 랜드마크이며, 아바스 왕조와 이슬람 황금 시대의 일부 역사가들, 예를 들어 알하마위, 알칼카샨디, 그리고 알자마크샤리 등에 의해 언급되었다. 현재 호수 물의 주 공급원은 농업 배수이며, 이로 인해 일부 사람들은 이 호수를 반인공 호수라고 부르기도 한다. 2019년에 알 아스파르 호수는 국립 자연보전지역으로 지정되었다.

## 역사
이 호수는 알하마위와 알칼카샨디와 같은 여러 역사가들에 의해 언급되었다. 이 호수는 또한 알자마크샤리의 책 "키탑 알 암키나 와 알 지발 와 알 미야"에도 언급되어 있는데, 그는 이 호수를 알하사의 문에 있는 평화로운 호수라고 묘사한다. 알자마크샤리는 역사적인 바레인 지역(현재의 동아라비아와 바레인을 포함하며 영어로는 "두 바다"로 번역됨)의 이름이 녹색 바다와 알하사에 있는 평화로운 호수 사이에 위치하기 때문에 유래했다고 제안한다.

## 야생동물
호수의 다양한 부분은 습윤, 촉촉, 반건조 및 건조 지역을 포함하는 다양한 유형의 해안을 반영한다. 이 다양한 지역에는 다른 식물 종이 있을 수 있다. 호수 주변에서 식별될 수 있는 식물 종은 20개 과에 속하는 최소 39종이 있다. 변동하는 수위는 매우 다양한 조건을 만들어내며, 이는 식생과 식물 종 및 유형을 풍부하게 한다. 변동하는 수위는 일부 식생 유형이 묻힌 씨앗에서 재생될 수 있도록 한다.
알 아스파르 호수는 1년에 두 번 철새를 유인한다. 새들은 러시아, 캐나다, 인도, 이란과 같은 더 추운 곳에서 알 아스파르 호수를 포함한 더 따뜻한 기후 지역으로 이동한다. 새의 종류는 참새와 같은 작은 새부터 거위와 오리와 같은 큰 새까지 다양하다.

## 환경 문제
호수 물은 주로 농업용수에서 나오는 중금속으로 오염되어 있다. 중금속 수준은 일반적으로 국제 허용 기준보다 높으며 계절에 따라 변동한다.

## 유네스코 유적지
2018년, 알아흐사는 유네스코 세계유산으로 등록된 사우디의 다섯 번째 유적지가 되었다. 알 아스파르 호수는 알하사 내에서 세계유산으로 지정된 12개 유적지 중 하나이다.

## 같이 보기
- 호수
- 두마트 알 잔달 호수
- 모돈 호수